# 증식로
증식로(增殖爐, Breeder Reactor)는 핵분열 물질이 소비량 이상으로 생성되어 증식되는 원자로이다. 

## 종류
고속 중성자로에 속하는 증식로를 고속 증식로라고 부르고 열중성자로(en:Thermal-neutron reactor)에 속하는 증식로를 열증식로라고 부른다.

## 같이 보기
- 고속 중성자로